# Joan of Plattsburg

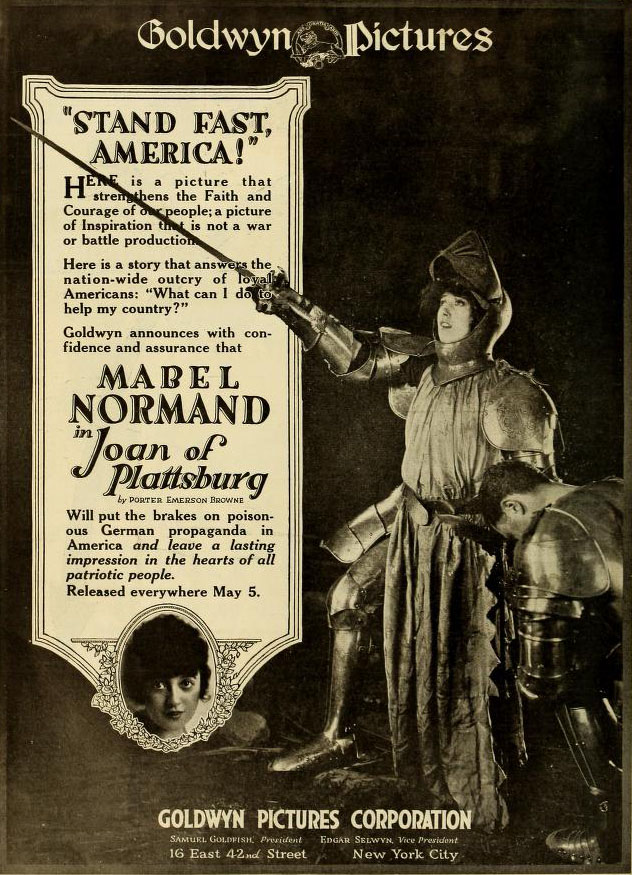
Pôster para Joan of Plattsburg (1918)

Joan of Plattsburg é um filme dramático norte-americano de 1918 estrelado pela atriz Mabel Normand, codirigido por William J. Humphrey e George Loane Tucker, escrito por Tucker, baseado em uma história de Porter Emerson Browne. O filme foi lançado por Goldwyn Pictures, com uma duração de 60 minutos.

## Elenco
- Mabel Normand ... Joan
- Robert Elliott ... Capitão Lane
- William Frederic ... Supt. Fisher
- Joseph W. Smiley ... Ingleton
- Edward Elkas ... Silverstein
- John Webb Dillon ... Miggs
- Willard Dashiell ... Coronel
- Edith McAlpin ... Mrs. Lane
- Isabel Vernon ... Mrs. Miggs